# Костел Марії Магдалини та монастир боніфратрів (Луцьк)
Костел Марії Магдалини та монастир боніфратрів — перший комплекс луцького осідку боніфратрів. Не існує. Монастир боніфратрів був фундований у середині XVII століття на перетині вулиць Замкової та Троїцької в Луцьку. Наприкінці XVIII століття комплекс боніфратрів зазнав пожежі, костел і монастир згоріли, внаслідок чого осідок був переведений до фарного костелу Святого Якуба. Луцький конвент боніфратрів був скасований в середині XIX століття, приміщення згоріли, а руїни були продані на злам.

## Історія

### Костел Марії Магдалини та перший монастир
У 1620—1630-х роках Балтазар Тишка був каноніком Луцької капітули. Він вів активну діяльність із залучення різних матеріальних ресурсів для своїх благодійних проектів. Одним із таких стало заснування осідку боніфратрівського ордену в Луцьку. Представники ордену були запрошені до міста тодішнім луцьким єпископом Андрієм Гембицьким.
На перетині центральних вулиць Замкової та Троїцької, напроти воріт Окольного замку, ще з XVI століття розташовувалася церква Святого Миколая. Це був головний храм луцьких міщан, оскільки Святий Миколай вважався захисником міста. У 1617 році під час татарського набігу ця церква згоріла. Спочатку погост був переданий в оренду міщанину Романові Тропці. Руїни храму він використав на будівництво корчми, а церковні поховання викидав на міський вал. Луцький підкоморій Григорій Четвертинський за це подав судову скаргу. У 1639 році ця ділянка стараннями Балтазара Тишки перейшла у власність луцької капітули.

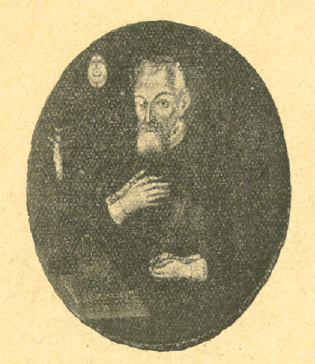
Балтазар Тишка

12 березня 1639 року канонік склав фундацію на монастир. Для цього був виділена та ділянка, де раніше стояла церква Святого Миколая. Згідно з іншою думкою, у 1639 році під новий комплекс була віддана сусідня до цієї ділянка, яку передав кафедрі греко-католицький єпископ Лосовський. Також виділено 8000 злотих зі щорічним чиншем 600 злотих та додатково 5000 злотих зі щорічним чиншем 400 злотих від Михайла Мишки та його маєтку Мирків. Поруч з монастирем Тишкою був фундований бароковий костел Марії Магдалини, що підтвердила конституція 1647 року. Монахи опікувалися шпиталем, який раніше був заснований Тишкою на сусідній вулиці. Члени цього ордену професійно займалися медициною. Канонік дуже хотів допомагати бідним і хворим людям, що випливає із текстів його фундацій. Цим же він і пояснював заснування монастиря саме ордену боніфратрів, позаяк одним із головних завдань ордену був догляд за хворими. Крім шпиталю, монахи утримували дім божевільних. Для цього вони щоп'ятниці їздили по регіону і збирали кошти, а також робили це в місті. Внаслідок того, що боніфратри були активно зайняті доглядом цих закладів та людей, котрі в них перебували, вони не проводили мес. Ці обов'язки покладалися тільки на пріора та вікарія їхнього згромадження.
У наступні десятиліття на монастир робилися пожертви від представників волинської шляхти. Зазвичай їх розмір коливався у межах кількох сотень злотих. Після подій Хмельниччини монастирю було повернено втрачені земельні володіння під Луцьком. Також монастир був звільнений від сплати податків. Згідно з конституцією 1676 року, луцький осідок мав у власності ґрунт у селі Красне під Луцьком. Настоятелем у той час був Серафим Кошевич, а в 1680 році — Стефан Кемпінський. У 1765 році шматок землі у Красному вже був проданий і забудований будинками католиків та євреїв. У 1773 році в монастирі було 5 ченців, а хворих у шпиталі 8-14. Прибуток від пожертв з усієї Речі Посполитої становив 1364 злотих.

### Другий комплекс

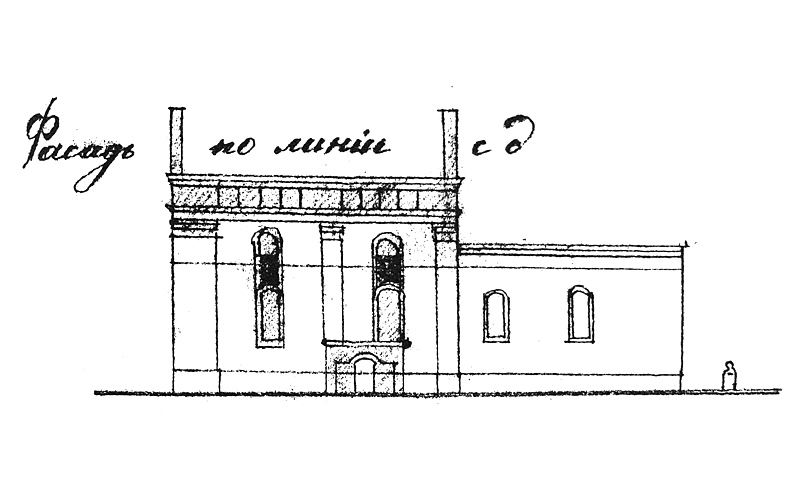
Костел Святого Якуба, малюнок

У 1781, році під час міської пожежі монастир та костел згоріли і не могли бути відновленими. Щоб забезпечити подальше існування конвенту, Луцька кафедра вирішила передати ордену костел Святого Якуба, розташований в іншій частині міста.
Таким чином, костел Марії Магдалини перестав існувати, а монастир був перенесений до іншого місця, де для цього було збудоване окреме приміщення. Поруч був і новий шпиталь. Монастирський комплекс складався із костелу Святого Якуба та щонайменше трьох господарських кам'яниць і погреба.
У 1845 році сталася нова загальноміська пожежа, під час якої згоріли більшість монастирів та костелів острівної частини Луцька. Від вогню дуже постраждав і боніфратрівський комплекс. Це підірвало життєву основу конвенту. Проте повністю знищила осідок його касація внаслідок навмисних переслідувань російською владою католицьких інституцій,. Всі колишні боніратрівські приміщення почали використовувати військові. Так, у монастирі влаштували військовий госпіталь. А костел, ще збережений у стані часткової руїни після пожежі, планували використовувати під цойґгавз та майстерню.
Монастирське приміщення перебудували під житло. У ньому ще в 1890-х роках жили луцькі євреї. Костел у 1858 році викупив Юзеф Крашевський, а потім продав Ґродецькому. Той у свою чергу продав їх керівнику міської школи, а останній — євреям. Вони стару пам'ятку розібрали, щоб добудувати собі житло на руїнах монастиря. У 1869 році руїн костелу вже не було.

## Сьогодні

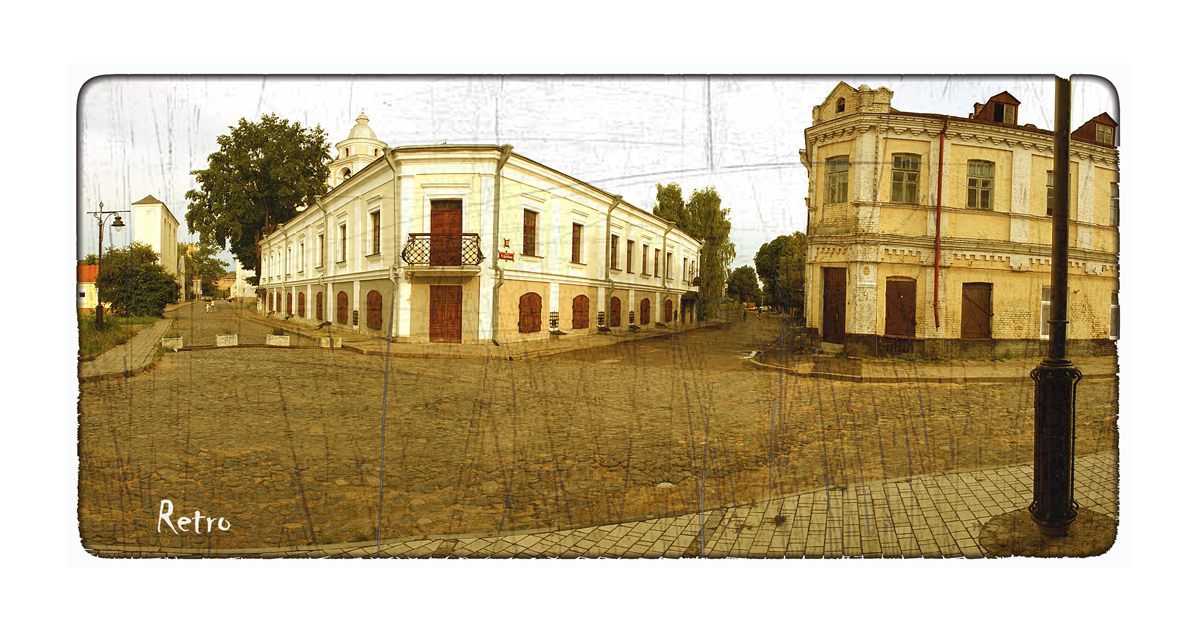
Перетин вулиць Кафедральної і Драгоманова

Не зважаючи на те, що перший і другий комплекси, де розміщувався луцький конвент боніфратрів, були знищені пожежею, а руїни розібрані, за допомогою аналізу архівних описів та карт вдалося встановити точне місце розташування костелу Святого Якуба, та майже точне — першого костелу Марії Магдалини. Останній розташовувався на перетині сучасних вулиць Драгоманова та Кафедральної. Костел Святого Якуба же — на вулиці Руській. Крім того, збереглися давні будинки, які належали боніфратріям. Поки що відомо про два таких: один на вулиці Караїмській, 6, інший — Драгоманова, 4.
Будь-які архівні свідчення про архітектуру костелу Марії Магдалини, або ширші відомості про нього поки не виявлено.

## Галерея

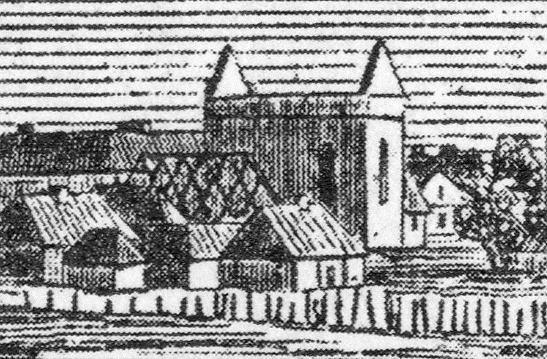
Руїни костелу Святого Якуба на панорамі XIX століття
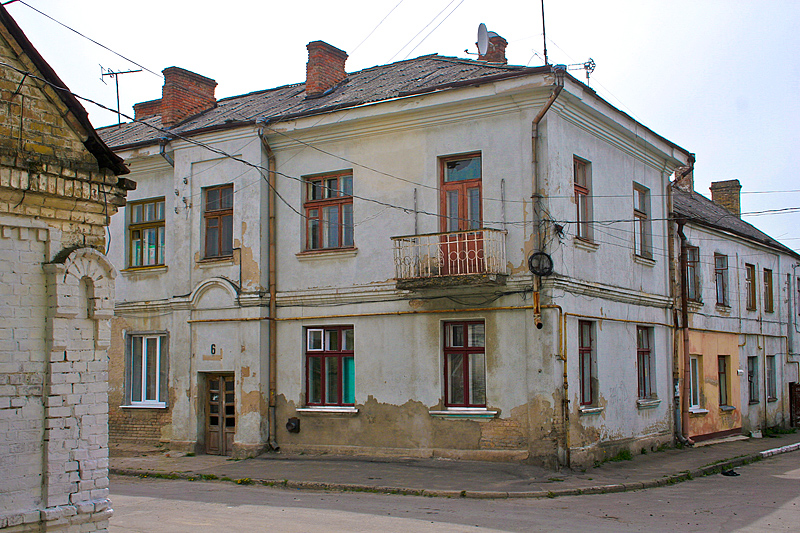
Будинок на Караїмській, 6
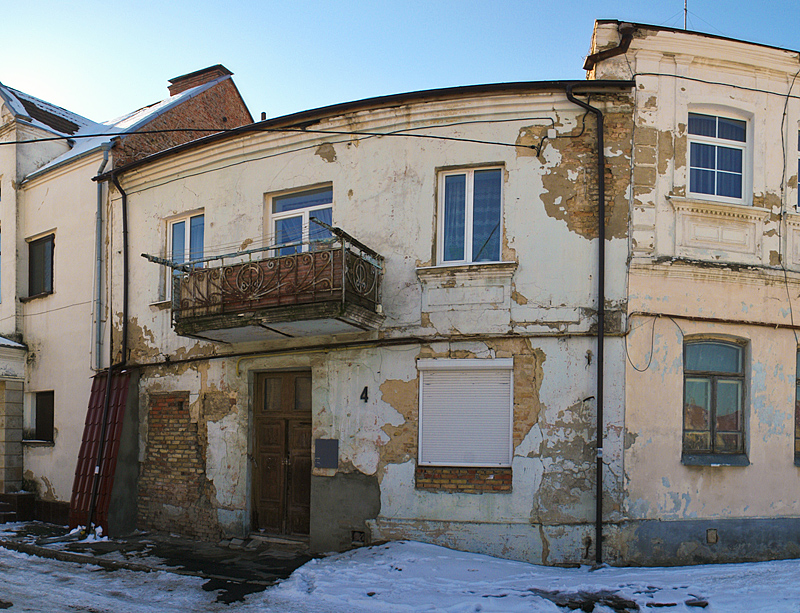
Будинок на Драгоманова, 4